# Alma (fińska piosenkarka)
Alma (stylizowany zapis: ALMA), właściwie Alma-Sofia Miettinen (ur. 17 stycznia 1996 w Kuopio) – fińska wokalistka oraz autorka tekstów piosenek.

## Życiorys
W 2013 zajęła piąte miejsce w siódmej edycji programu Idols. Po udziale w programie wystąpiła jako wokalistka fińskiego rapera Sini Sabotage.
W marcu 2016 podpisała pierwszy kontrakt z wytwórnią płytową Universal Music, a w czerwcu wydała debiutancki singiel – „Karma”. W 2016 z Felixem Jaehnem wyprodukowała piosenkę „Bonfire”, która rozeszła się w ponad 400 tys. egzemplarzy w Niemczech, osiągając certyfikat platynowej płyty. 28 października 2016 wydała EP-kę pt. Dye My Hair z dwoma nowymi utworami. 24 marca 2017 wydała singiel „Chasing Highs”, który uzyskał status złotej płyty za sprzedaż w ponad 200 tys. egzemplarzach w Niemczech. Pierwszym singlem notowanym na brytyjskiej liście UK Singles Chart został utwór „Chasing Highs”, który dotarł do 18. miejsca i zdobył platynową płytę. W czerwcu 2017 ukazał się singel „All Stars” nagrany przez Martina Solveiga, w którym Alma gościnnie użyczyła głosu.
2 marca 2018 wydała drugi minialbum pt. Heavy Rules Mixtape, na którym umieściła sześć nowych utworów. 3 marca 2018 ogłosiła, że wyruszy w trasę po Europie i Stanach Zjednoczonych. Trasa rozpoczęła się 23 kwietnia w Chicago.
W 2019 supportowała Christinę Aguilerę podczas trasy koncertowej The X Tour. W listopadzie opublikowała piosenki „Have U Seen Her?” i „Bad News Baby” wraz z teledyskami. 15 maja 2020 wydała debiutancki album studyjny pt. Have U Seen Her?, a także zaprezentowała teledysk do utworu „LA Money”. Z albumem zadebiutowała na pierwszym miejscu listy sprzedaży Musiikkituottajat w Finlandii.

## Życie prywatne
Ma siostrę bliźniaczkę, Annę.
W marcu 2019 w wywiadzie dla gazety Gay Times potwierdziła, że jest lesbijką. Jest związana z Natalią Kallio, poetką i działaczką na rzecz praw obywatelskich.

## Dyskografia

### Albumy studyjne
| Tytuł            | Dane dot. albumu                                                                 | Najwyższe pozycje na listach |
| Tytuł            | Dane dot. albumu                                                                 | FIN                          |
| ---------------- | -------------------------------------------------------------------------------- | ---------------------------- |
| Have U Seen Her? | - Data wydania: 15 maja 2020 - Wytwórnia: PME - Format: CD, LP, digital download | 1                            |

### Minialbumy
| Tytuł                                                                   | Dane dot. albumu                                                                 | Najwyższe pozycje na listach | Najwyższe pozycje na listach |
| Tytuł                                                                   | Dane dot. albumu                                                                 | FIN                          | SWE                          |
| ----------------------------------------------------------------------- | -------------------------------------------------------------------------------- | ---------------------------- | ---------------------------- |
| Dye My Hair                                                             | - Data wydania: 28 października 2016 - Wytwórnia: PME - Format: Digital download | —                            | —                            |
| Heavy Rules Mixtape                                                     | - Data wydania: 2 marca 2018 - Wytwórnia: PME - Format: Digital download         | 9                            | 41                           |
| Heavy Rules Mixtape (Remixes)                                           | - Data wydania: 29 czerwca 2018 - Wytwórnia: PME - Format: Digital download      | —                            | —                            |
| Heavy Rules Mixtape (Acoustic)                                          | - Data wydania: 6 lipca 2018 - Wytwórnia: PME - Format: Digital download         | —                            | —                            |
| Have U Seen Her? (Part 1)                                               | - Data wydania: 1 listopada 2019 - Wytwórnia: PME - Format: Digital download     | —                            | —                            |
| Have U Seen Her? (Part 2)                                               | - Data wydania: 13 marca 2020 - Wytwórnia: PME - Format: Digital download        | —                            | —                            |
| Acoustic EP                                                             | - Data wydania: 25 czerwca 2020 - Wytwórnia: PME - Format: Digital download      | —                            | —                            |
| "—" oznacza, że album nie był notowany, bądź wydany w danym terytorium. |                                                                                  |                              |                              |

### Single

#### Jako główna artystka
| Tytuł                                                                    | Rok  | Najwyższa pozycja na liście | Najwyższa pozycja na liście | Najwyższa pozycja na liście | Najwyższa pozycja na liście | Najwyższa pozycja na liście | Najwyższa pozycja na liście | Najwyższa pozycja na liście | Najwyższa pozycja na liście | Najwyższa pozycja na liście | Najwyższa pozycja na liście | Certyfikat                 | Album            |
| Tytuł                                                                    | Rok  | FIN                         | AUT                         | DEN                         | GER                         | NZ Heat.                    | POL                         | SCO                         | SWE                         | SWI                         | UK                          | Certyfikat                 | Album            |
| ------------------------------------------------------------------------ | ---- | --------------------------- | --------------------------- | --------------------------- | --------------------------- | --------------------------- | --------------------------- | --------------------------- | --------------------------- | --------------------------- | --------------------------- | -------------------------- | ---------------- |
| „Karma”                                                                  | 2016 | 5                           | —                           | —                           | —                           | —                           | —                           | —                           | 100                         | —                           | —                           |                            | Dye My Hair      |
| „Dye My Hair”                                                            | 2016 | 8                           | 26                          | 38                          | 25                          | —                           | —                           | 59                          | —                           | —                           | —                           | - DEN: Złoto - GER: Złoto  | Dye My Hair      |
| „Chasing Highs”                                                          | 2017 | 10                          | 22                          | —                           | 17                          | —                           | 46                          | 20                          | —                           | 43                          | 18                          | - GER: Złoto - UK: Platyna | —                |
| „Phases” (z French Montana)                                              | 2017 | 14                          | —                           | —                           | —                           | 9                           | —                           | —                           | 82                          | 97                          | 88                          |                            | —                |
| „Cowboy”                                                                 | 2018 | 9                           | —                           | —                           | —                           | —                           | —                           | —                           | —                           | —                           | —                           |                            | —                |
| „When I Die”                                                             | 2019 | 20                          | —                           | —                           | —                           | —                           | —                           | —                           | —                           | —                           | —                           |                            | —                |
| „Summer”                                                                 | 2019 | —                           | —                           | —                           | —                           | —                           | —                           | —                           | —                           | —                           | —                           |                            | —                |
| „Starlight”                                                              | 2019 | —                           | —                           | —                           | —                           | —                           | —                           | —                           | —                           | —                           | —                           |                            | Moominvalley     |
| „Lonely Night”                                                           | 2019 | —                           | —                           | —                           | —                           | —                           | —                           | —                           | —                           | —                           | —                           |                            | —                |
| „How It's Done” (z Kash Doll, Kim Petras i Stefflon Don)                 | 2019 | —                           | —                           | —                           | —                           | —                           | —                           | —                           | —                           | —                           | —                           |                            | Charlie's Angels |
| „Bad News Baby”                                                          | 2019 | —                           | —                           | —                           | —                           | —                           | 57                          | —                           | —                           | —                           | —                           |                            | Have U Seen Her? |
| „LA Money”                                                               | 2020 | —                           | —                           | —                           | —                           | —                           | 76                          | —                           | —                           | —                           | —                           |                            | Have U Seen Her? |
| "—" oznacza, że singel nie był notowany, bądź wydany w danym terytorium. |      |                             |                             |                             |                             |                             |                             |                             |                             |                             |                             |                            |                  |

#### Jako artystka gościnna
| Tytuł                                                                    | Rok  | Najwyższa pozycja na liście | Najwyższa pozycja na liście | Najwyższa pozycja na liście | Najwyższa pozycja na liście | Najwyższa pozycja na liście | Najwyższa pozycja na liście | Najwyższa pozycja na liście | Najwyższa pozycja na liście | Najwyższa pozycja na liście | Certyfikat                                            | Album            |
| Tytuł                                                                    | Rok  | FIN                         | AUT                         | FRA                         | GER                         | NZ                          | POL                         | SWE                         | SWI                         | US Dance                    | Certyfikat                                            | Album            |
| ------------------------------------------------------------------------ | ---- | --------------------------- | --------------------------- | --------------------------- | --------------------------- | --------------------------- | --------------------------- | --------------------------- | --------------------------- | --------------------------- | ----------------------------------------------------- | ---------------- |
| „Muuta ku mä” (Sini Sabotage gościnnie: Alma)                            | 2015 | —                           | —                           | —                           | —                           | —                           | —                           | —                           | —                           | —                           |                                                       | Lue mun huulilta |
| „Bonfire” (Felix Jaehn gościnnie: Alma)                                  | 2016 | 14                          | 9                           | 120                         | 3                           | —                           | 14                          | 62                          | 39                          | 43                          | - AUT: Złoto - GER: Platyna                           | I                |
| „Don't You Feel It” (Sub Focus gościnnie: Alma)                          | 2017 | —                           | —                           | —                           | —                           | —                           | —                           | —                           | —                           | —                           |                                                       | —                |
| „All Stars” (Martin Solveig gościnnie: Alma)                             | 2017 | —                           | 24                          | 11                          | 33                          | —                           | 7                           | —                           | 94                          | 40                          | - BEL: Złoto - FRA: Platyna - GER: Złoto - ITA: Złoto | —                |
| „Out of My Head” (Charli XCX gościnnie: Tove Lo i Alma)                  | 2017 | —                           | —                           | —                           | —                           | —                           | —                           | —                           | —                           | —                           |                                                       | Pop 2            |
| „Bitches” (Tove Lo gościnnie: Charli XCX, Icona Pop, Elliphant i Alma)   | 2018 | —                           | —                           | —                           | —                           | —                           | —                           | —                           | —                           | —                           |                                                       | Blue Lips        |
| „Black Car” (Acoustic) (Miriam Bryant gościnnie: Alma)                   | 2018 | —                           | —                           | —                           | —                           | —                           | —                           | —                           | —                           | —                           |                                                       | —                |
| „Bad as the Boys” (Tove Lo gościnnie: Alma)                              | 2019 | —                           | —                           | —                           | —                           | —                           | —                           | —                           | —                           | —                           |                                                       | Sunshine Kitty   |
| „Uuden edessä” (jako grupa Toivon Kärki)                                 | 2020 | 2                           | —                           | —                           | —                           | —                           | —                           | —                           | —                           | —                           |                                                       | —                |
| „Home Sweet Home” (Sam Feldt gościnnie: Alma, Digital Farm Animals)      | 2020 | —                           | —                           | —                           | —                           | —                           | —                           | —                           | —                           | —                           |                                                       |                  |
| "—" oznacza, że singel nie był notowany, bądź wydany w danym terytorium. |      |                             |                             |                             |                             |                             |                             |                             |                             |                             |                                                       |                  |

### Inne notowane utwory
| Tytuł                                                                   | Rok  | Najwyższa pozycja na liście | Najwyższa pozycja na liście | Album               |
| Tytuł                                                                   | Rok  | BEL (FL)                    | SWE                         | Album               |
| ----------------------------------------------------------------------- | ---- | --------------------------- | --------------------------- | ------------------- |
| „Dance for Me” (gościnnie: MØ)                                          | 2018 | —                           | —                           | Heavy Rules Mixtape |
| „Good Vibes” (gościnnie: Tove Styrke)                                   | 2018 | —                           | 91                          | Heavy Rules Mixtape |
| "—" oznacza, że utwór nie był notowany, bądź wydany w danym terytorium. |      |                             |                             |                     |

### Pozostałe występy gościnne
| Tytuł                | Rok  | Pozostali artyści | Album              |
| -------------------- | ---- | ----------------- | ------------------ |
| „Welcome To My Life” | 2013 | —                 | Idols 2013         |
| „Sanctify”           | 2018 | Years & Years     | Sanctify - Remixes |
| „In Us I Believe”    | 2018 | Clean Bandit      | What Is Love?      |